# Личинкоїд короткодзьобий
Личинкоїд вогнистий (Pericrocotus brevirostris) — вид горобцеподібних птахів родини личинкоїдових (Campephagidae). Мешкає в Гімалаях і Південно-Східній Азії.

## Опис

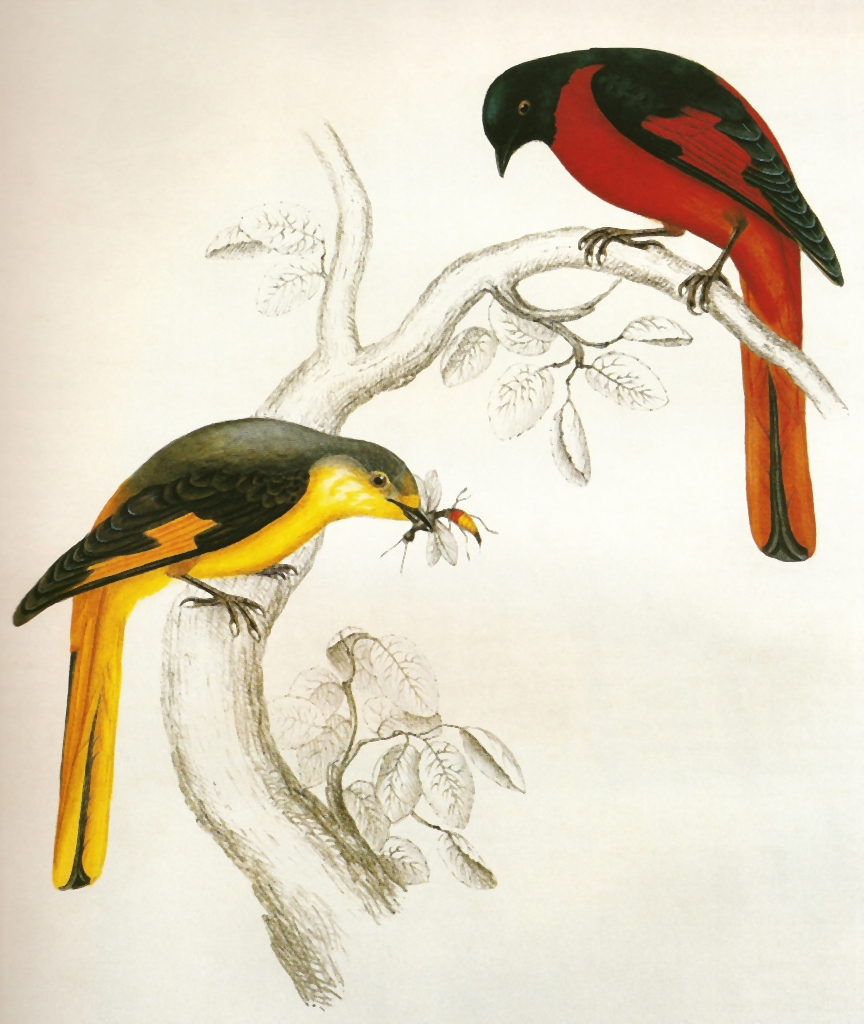
Короткодзьобі личинкоїди

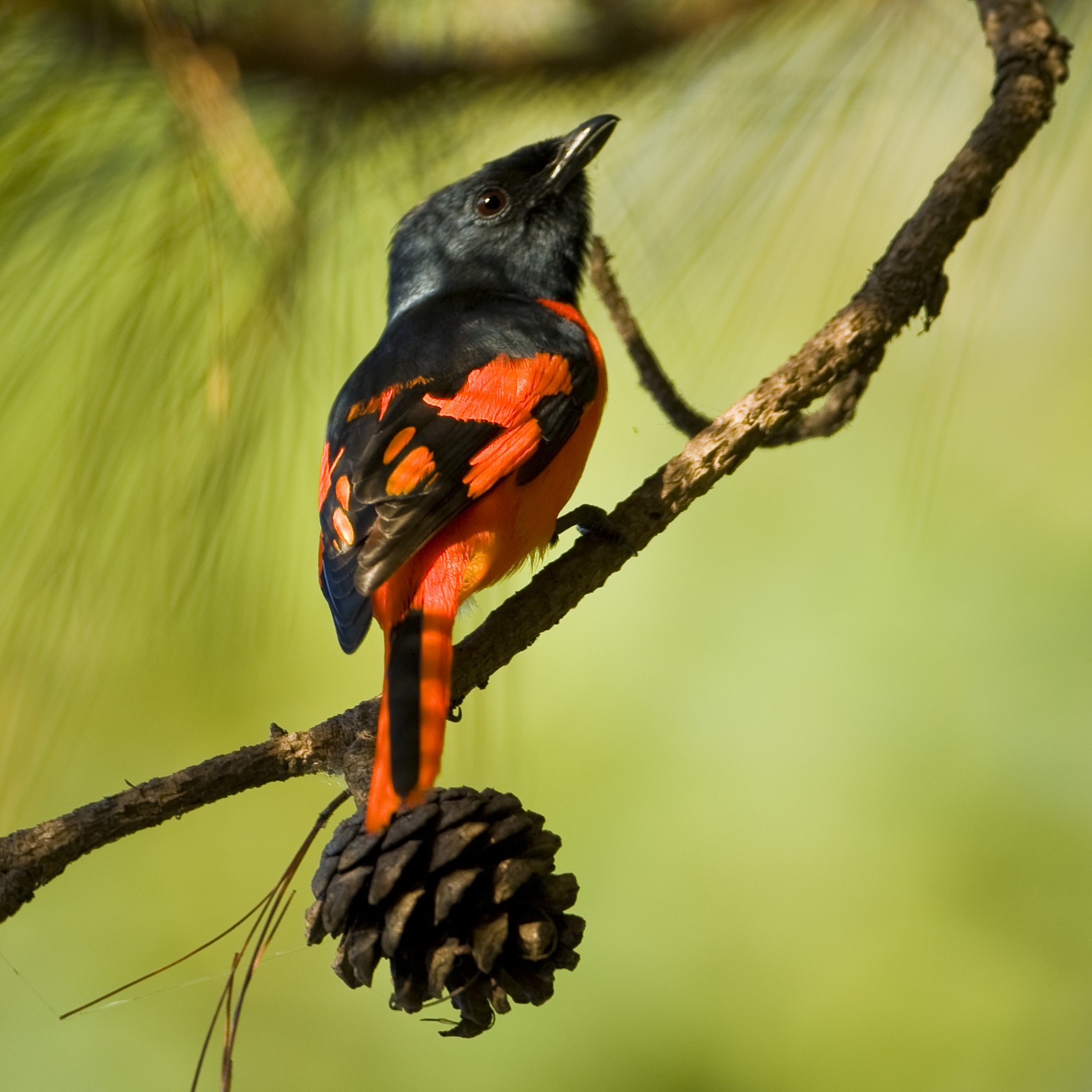
Самці короткодзьобого личинкоїда

Довжина птаха становить 17,5-19,5 см, враховуючи довгий хвіст. Виду притаманний статевий диморфізм. У самців голова чорна, верхня частина тіла синювато-чорна, нижня частина тіла і надхвістя яскраво-червоні, на крилах яскраво-червоні плями. У самиць тім'я і верхня частина тіла сіруваті, нижня частина тіла і надхвістя жовті, на крилах жовті плями, лоб, горло і щоки жовтуваті.

## Підвиди
Виділяють чотири підвиди:
- P. b. brevirostris (Vigors, 1831) — від центральних Гімалаїв до південно-східного Тибету, Бутану і західного Ассаму;
- P. b. affinis (McClelland, 1840) — від південного Китаю (південний Сичуань, західний Юньнань) до східного Ассаму і північно-західної М'янми;
- P. b. neglectus Hume, 1877 — південно-східна М'янма і північно-західний Таїланд;
- P. b. anthoides Stresemann, 1923 — південний схід Китаю (південно-східний Юньнань, Гуансі, Гуандун), північ Лаосу і В'єтнаму.

## Поширення і екологія
Короткодзьобі личинкоїди мешкають в Індії, Непалі, Бутані, Китаї, М'янмі, Бангладеш, Таїланді, Лаосі і В'єтнамі. Вони живуть у вологих гірських і рівнинних тропічних лісах, на узліссях і галявинах. Зустрічаються парами, іноді приєднуються до змішаних зграй птахів. Живляться безхребетними, яких шукають серед рослинності. Гніздо чашоподібне. розміщується на дереві, на висоті до 10 м над землею. В кладці 3 яйця.